# Richard Cobden
Richard Cobden (Dunford, Sussex, 3 de junho de 1804 – Londres, 2 de abril de 1865) foi um industrial, economista e político britânico, membro radical do Partido Liberal, aliado a John Bright na oposição organizada contra as Corn Laws e negociador do Tratado Cobden–Chevalier.

## Primeiros anos
Cobden nasceu na fazenda Dunford, em Heyshott, próxima de Midhurst em West Sussex na Inglaterra. A família dele vivera nas cercanias por muitas gerações, trabalhando no comércio e na agricultura. Seu avô (Richard Cobden, falecido em  1809) foi dono do Moinho Bex em Heyshott e produtor de malte, um próspero e enérgico homem que serviu como oficial de custódia e chefe da magistratura local, atuando em muitos assuntos legais do condado. O pai, William Cobden, saiu do negócio do malte, foi agricultor e vendeu Dunford. Era um negociante pobre quando morreu, enquanto Richard ainda era criança. A mãe era Millicient Cobden (antes Amber). Cobden foi o quarto de onze irmãos. Em 1814 a fazenda foi vendida e eles se tornaram colonos em West Meon, próximo de Alton em Hampshire.
Cobden se matriculou numa escola particular (dame school) e depois na Bowes Hall School em Teesdale, Yorkshire. Aos quinze anos de idade ele foi para Londres trabalhar nos armazens do tio Richard Ware Cole e se tornou um vendedor ambulante de musselina e chita. Seus primos, percebendo sua paixão pelos livros, avisaram que isso poderia prejudicar os negócios. Cobden não lhes deu atenção e usou bastante a biblioteca da London Institution. Quando o tio faliu, ele se associou a Partridge & Price, em Eastcheap, um dos ex-sócios de seu tio.
Em 1828, Cobden fundou seu próprio negócio com Sheriff e Gillet, usando parte do capital de  John Lewis. Ele atuou como o representante londrino para Fort Brothers de Manchester, tecelagem de chita. Em 1831, os sócios tentaram alugar uma fábrica da Fort em Sabden, próximo de Clitheroe. Faltou capital, contudo. Cobden e e os parceiros pressionaram Fort até que consentissem que retivessem parte substancial dos lucros. A nova firma prosperou e mais tarde inaugurou três novos estabelecimentos — uma tecelagem em Sabden e escritórios de vendas em Londres e Manchester. O escritório de Manchester mais tarde se tornou a sede dos negócios de Cobden que ali se mudou em 1832, iniciando uma longa associação com aquela cidade. Ele morou numa casa em Quay Street, atualmente conhecida como "Cobden House". Uma placa comemorativa foi colocada na residência.  Seu sucesso empresarial foi rápido e duradouro e a Tecelagem Cobden ficou muito conhecida pela qualidade dos produtos.
Cobden devotou todas as suas energias aos negócios e ficou muito rico. Nos primeiros anos ele ganhava de 8 000 a 10 000 libras anuais. Contudo, manteve o hábito de estudar e pesquisar. Escrevendo sob o pseudônimo de Libra, publicou muitas cartas no jornal Manchester Times, discutindo questões comerciais e econômicas.

## Primeiras publicações
Em 1835, ele publicou seu primeiro panfleto chamado England, Ireland and America, by a Manchester Manufacturer. Cobden advogou os princípios da paz, não-intervenção, contenção e livre comércio, ideia que ele permanecia fiel. Viajou às suas custas aos Estados Unidos, chegando em Nova Iorque em 7 de junho de 1835. Dedicou três meses à viagem, visitando rapidamente os estados litorâneos e porções adjacentes do Canadá, quando coletou muitas informações a respeito das condições, recursos e perspectivas da nação. Outro escrito apareceu no fim de 1836, com o título de Rússia. Ele combateu a chamada "Russofobia" difundida por David Urquhart. Incluia também ousadas opiniões em relação a política externa britânica baseada no "Equilíbrio de poder" e que causava a necessidade de maiores armamentos para proteção do comércio.
Problemas de saúde o obrigaram a deixar a Inglaterra por muitos meses e no fim de 1836 e início de 1837 viajou para a Espanha, Turquia e Egito. Durante a visita a nação egípcia ele conversou com Mehemet Ali, que se dizia um monarca reformista e que não lhe causou boa impressão. Voltou para a Inglaterra em abril de 1837.

## Primeiros passos na Política

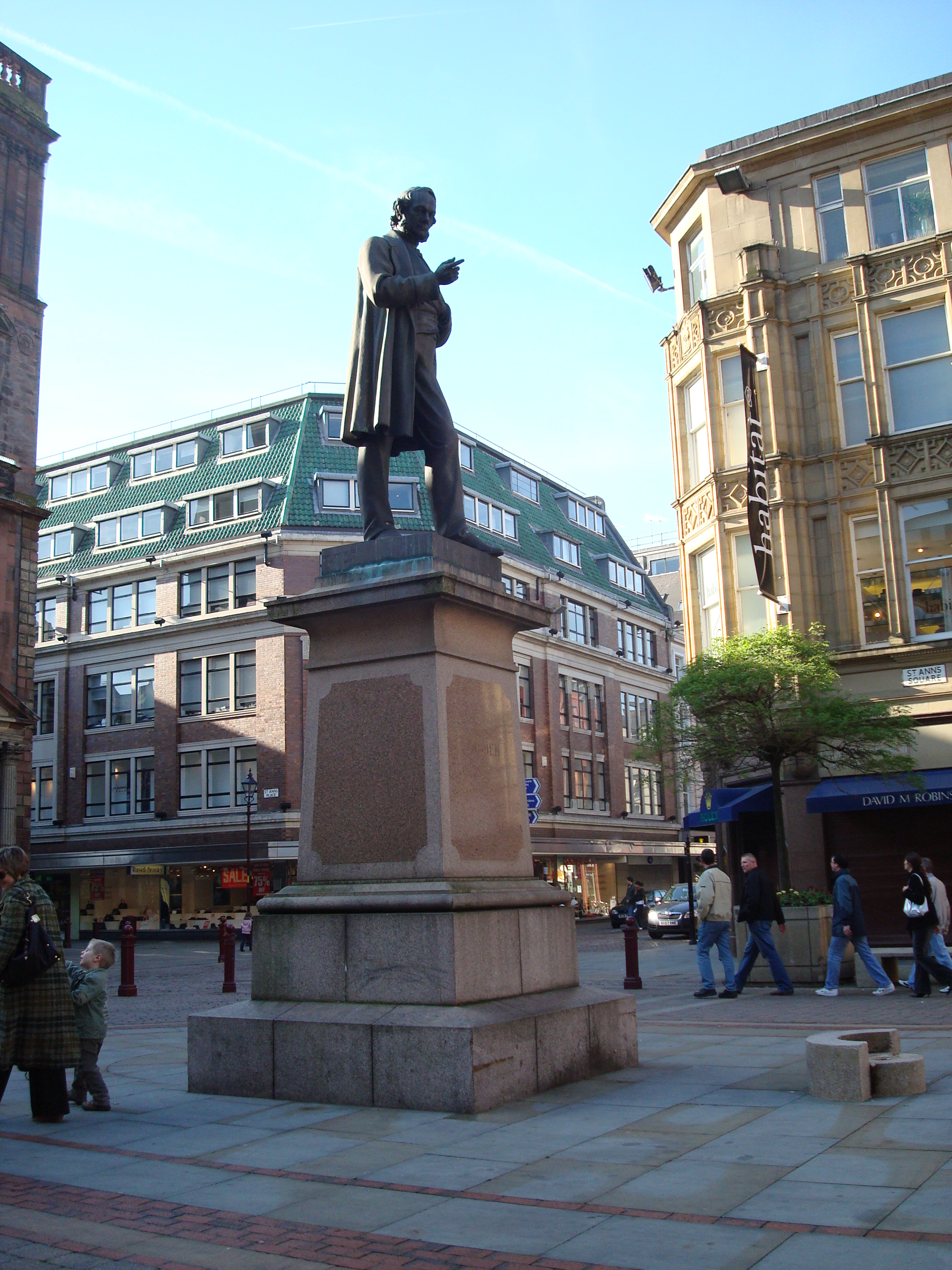
Estátua de Richard Cobden na frente da Igreja de Santa Ana em Manchester

Cobden aos poucos se tornaria uma figura influente na política e no círculo intelectual de Manchester. Ele liderou a fundação do Ateneu de Manchester e discursou na inauguração. Foi membro da Câmara de Comércio e participou da campanha para a autonomia política da cidade, acabando sendo eleito um dos primeiros vereadores. Outro interesse inicial foi a causa da educação popular. Algumas de suas primeiras palestras públicas foram em reuniões organizadas por ele em Manchester, Salford, Bolton, Rochdale e outros locais próximos, ocasiões em que defendia a fundação de mais escolas. Nessa época ele conheceu pessoalmente John Bright. Em 1837, morreu Guilherme IV do Reino Unido e ascendeu ao trono a Rainha Vitória que organizou eleições gerais. Cobden foi candidato por Stockport mas foi derrotado.

## Leis dos Grãos
Em 1838, uma associação foi fundada em Manchester para se opor às Corn Laws, que, por sugestão de Cobden, transformou-se mais tarde em associação nacional com o título de Liga Anti-Lei dos Grãos. Durante sete anos, Cobden foi o líder dos discursos e maior entusiasta. Não tinha receio de desafiar os interesses dos grandes fazendeiros ou confrontar os Cartistas, liderados por Feargus O'Connor.
Em 1841, com Sir Robert Peel tendo derrotado William Lamb (2º Visconde de Melbourne) na Câmara dos Comuns e se tornado o novo Primeiro-Ministro, Cobden ganhou as eleições gerais e entrou para o Parlamento como representante de Stockport. Seus adversários esperavam que fracassasse mas quando da assembleia inciada em 19 de agosto com os debates sobre o Fala do trono, Cobden destacou-se logo em seu primeiro discurso, no dia 24 do mesmo mês. "Ficou claro", narrou Harriet Martineau no livro History of the Peace, "que ele não obteve tratamento de cortesia habitual dado aos novos membros e que não precisava disso". Implacável, ele expôs de modo simples e enérgico suas opiniões sobre as Corn Laws. Foi o início da sua reputação como um mestre polemicista.

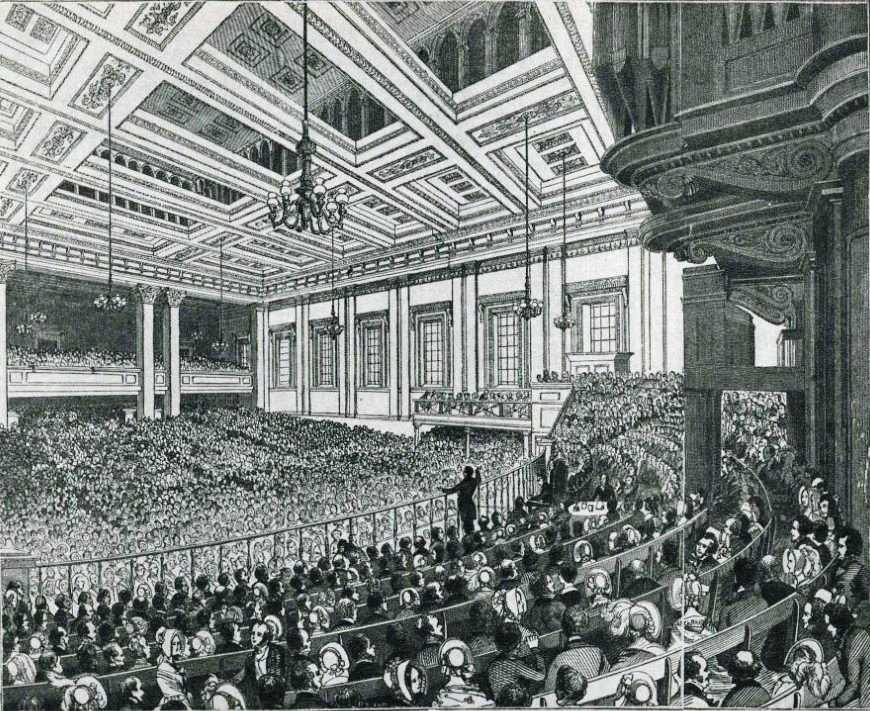
Reunião da Liga Anti-Leis do Milho no Exeter Hall em 1846.

Em 17 de fevereiro de 1843 Cobden atacou Peel, colocando-o como o responsável pelo estado miserável dos trabalhadores ingleses. Peel não respondeu mas o discurso foi feito numa época em que os sentimentos políticos estavam exaltados. Edward Drummond, secretário particular de Peel, havia sido assassinado recentemente, confundido com o Primeiro-Ministro por um lunático que o alvejou na rua. No final da tarde, Peel deixou claro e em bom tom que considerava a fala como incitação à violência contra sua pessoa. O partido do Primeiro-Ministro disseminou o estado geral de agitação e quando Cobden tentou explicar que a responsabilidade que se referia era oficial e não pessoal, foi abafado.
Peel ficou com a reputação de ter perdido os debates e mais tarde, acatou argumentos de Cobden, a custo de dividir seu próprio Partido. A revogação das Leis dos Grãos foi aprovada pela Câmara dos Comuns em 1846 por 98 votos. No mês seguinte Peel foi forçado a renunciar ao cargo e em seu discurso de renúncia ele deu crédito a Cobden e outros mais pelas revogações daquelas leis.

## Homenagens e viagens
Cobden sacrificou seus negócios, confortos domésticos e por algum tempo a saúde em sua campanha política. Seus amigos sentiam que a nação lhe era devedora e conseguiram levantar por meio de subscrição pública 80 000 libras para ele. Tivesse ambições políticas maiores, poderia ter disputado os mais importantes cargos políticos do país. Lorde John Russell que, logo após a rejeição das Leis dos Grãos, sucedera Peel como Primeiro-Ministro, convidou Cobden para seu governo mas ele declinou.
Cobden esperava encontrar um pouco de paz e privacidade mas sua fama se espalhara pela Europa e agora era visto como uma figura proeminente do movimento radical. Em julho de 1846, ele escreveu a um amigo (em tradução livre): 
"Eu escrevo para lhe contar sobre um novo projeto que nasceu em minha mente. Desisti da ideia de me enterrar em algum lugar do Egito ou Itália. Vou partir numa agitada viagem pelo continente europeu".
Ele referia-se aos convites que recebera da França, Prússia, Áustria, Rússia e Espanha e acrescentou: 
"Bem, com a ajuda de Deus durante os próximos doze meses, visitarei todos os grandes Estados da Europa para ver os potentados e estadistas, e esforçar-me para difundir as verdades que se tornaram irresistíveis em nossa lar. Por que deixar-me enferrujar com a inatividade? Se o espírito público de meus compatriotas me propiciaram viajar como missionário, eu serei o primeiro embaixador do povo deste pais nas nações do continente. Eu estou impelido por uma emoção instintiva que nunca me enganou. Sinto que poderei ser bem sucedido na tarefa de levar um caso marcante às nações protecionistas da Europa e compeli-las a adotar um sistema mais livre do que eu tinha aqui para superar nossa política protecionista".
A viagem seguiu para França, Espanha, Itália, Alemanha e Rússia, com homenagens em todos os lugares que passou. Ele não apareceu apenas em público mas também em muitas audiências privadas com líderes estadistas. Durante sua ausência houve uma eleição geral e ele voltou em 1847 para Stockport e para o distrito eleitoral de West Riding de Yorkshire. Ele assumiu ali uma cadeira.
Em 1848, Richard Cobden mudou com a família de Manchester para Londres, numa casa em Paddington, 103 Westbourne Terrace.

## Campanha pacifista
Quando Cobden voltou para o gabinete, direcionou-se para um complemento lógico do livre comércio, a promoção da paz e a redução armamentista naval e militar. Sua aversão a guerra  era coerente com a campanha contra as Leis do Milho, pois acreditava que o livre comércio era uma força poderosa para paz e uma defesa contra a guerra. Ele sabia que se exporia ao risco do ridículo e do opróbrio do utopianismo. Em 1849, ele levou ao parlamento uma proposta de arbitragem internacional, e, em 1851, uma moção para redução mútua de armamentos. Não foi bem sucedido em nenhum dos casos e nem esperava isso. Em busca dos mesmos objetivos, ele se identificou com uma série de congressos pacifistas de 1848 a 1851 ocorridos em Bruxelas, Paris, Frankfurt, Londres, Manchester e Edinburgo.
Com o Segundo Império Francês em 1851–1852, um violento pânico, alimentado pela imprensa, assustou o público. Luis Napoleão foi pintado como patrocinador de um súbito aumento da pirataria na costa inglesa, sem pretexto ou provocação. Diante de uma série de discursos e panfletagem, dentro e fora do parlamento, Cobden tentava acalmar os ânimos de seus compatriotas. Com isso sacrificou a grande popularidade que angariara ao defender o livre comércio e se tornou o homem mais atacado da Inglaterra.
Contudo, em meio a controvérsias sobre os lugares religiosos da Palestina, que agitava o Leste Europeu, a opinião pública rapidamente mudou e todas suspeitas e ódios dirigidas antes ao imperador francês agora tinham como alvo o Imperador da Rússia. Luis Napoleão apoiou a Inglaterra e ambas as nações acabaram sendo arrastadas para a Guerra da Crimeia.
Uma vez mais confrontando o sentimento popular, Cobden, que viajara até a Turquia e estudara a política do país, não acompanhava a indignação a favor da manutenção e independência da integridade do Império Otomano (ver: Homem doente da Europa). Ele negou ser possível mantê-lo, e não menos energicamente achou que isso pudesse ser desejável. Acreditava que os ciumes do crescimento da Rússia e o temor dos russos eram absurdos e exagerados. Ele defendeu que o futuro da Turquia Europeia estava nas mãos da população cristã e que o mais prudente seria se a Inglaterra se aliasse a ela, e não apoiasse o que via como o condenado e decadente poder islâmico. "Vocês podem indagar a si mesmos" afirmou na Câmara dos Comuns "como homens de juízo e homens de energia, com a questão—o que você faz com a população cristã? O islamismo não tem como perdurar e deveriam se entristecer por ver seu país lutando para manter o islamismo ... Você pode manter a Turquia no mapa da Europa, você pode chamá-la de Turquia se você quiser, mas não ache que poderá manter o Islã no país". A torrente do sentimento popular em favor da guerra, contudo, foi irresistível; e tanto Cobden como John Bright sucumbiram ao descrédito.

## Segunda Guerra do Ópio
No começo de 1857, noticias vindas da China falavam da crise entre a diplomacia plenipotenciária britânica e o governador da Província do Cantão, causada pelo pequeno barco chamado Arrow, cujo almirante britânico destruira as fortificações do rio, queimando 23 barcos da Marinha Chinesa e bombardeado a cidade de Cantão. Após cuidadosa investigação dos documentos oficiais, Cobden se convenceu que os processos eram totalmente injustos. Apresentou uma moção no Parlamento, o que causou um longo e memorável debate que duraria quatro noites, quando foi apoiado por Sidney Herbert, Sir James Graham, William Gladstone, Lorde John Russell e Benjamin Disraeli. No final, Lorde Palmerston (Henry Temple) foi derrotado por uma maioria de dezesseis votos.
Mas esse triunfo lhe custou a cadeira no Parlamento. Na dissolução seguida à derrota de Lorde Palmerston, Cobden foi candidato pelo distrito de Huddersfield mas os eleitores preferiram seu oponente, que apoiara a Guerra contra a Rússia e aprovado o procedimento em Cantão. Cobden foi relegado à vida privada e se retirou para a casa no campo em Dunford, onde passava os dias cuidando da terra e alimentando os porcos.

## Tratado comercial com a França
Ele aproveitou para fazer outra visita aos Estados Unidos. Durante a sua ausência houve a Eleição Geral de 1859, quando se elegeu pelo distrito de Rochdale. Lorde Palmerston foi novamente o Primeiro-Ministro e percebendo que o Partido Liberal avançava procurou a reconciliação, convidando Cobden e Thomas Milner Gibson para serem membros do governo. Numa carta que chegou a Cobden em Liverpool, Lorde Palmerston ofereceu o cargo de Presidente do Gabinete do Comércio, com um assento no Gabinete do Governo Britânico. Muitos dos amigos imediatamente o pressionaram a que aceitasse mas sem um momento de hesitação a proposta foi recusada. Ao chegar a Londres, Cobden chamou Palmerston e lhe reafirmou as discordâncias, principalmente em relação a Política Externa. Apesar de declinar de compartilhar a administração ofereceu-se para atuar na promoção de um acordo de intercâmbio e livre comércio entre a França e a Inglaterra (o chamado Tratado Cobden-Chevalier). As negociações com esse propósito tinham a participação além de Cobden, de Bright e Michel Chevalier. Próximo do final de 1859 ele chamou Lorde Palmerston, Lorde John Russell e Gladstone e comunicou a intenção de visitar a França e iniciar conversas com Napoleão III da França e seus ministros, com o objetivo de promover o acordo. Apesar das linhas gerais estarem expressas pelos governantes, a visita foi por sua própria conta, inicialmente sem qualquer autoridade oficial investida. Na chegada em Paris ele teve uma longa audiência com Napoleão, quando expôs seus argumentos em favor da remoção dos obstáculos comerciais e conseguiu causar uma boa impressão. Ele então se encontrou com os ministros franceses e Eugène Rouher se mostrou inclinado a aceitar os mesmos princípios econômicos e comerciais que ele advogava. Após um bom tempo gasto com as conversas preliminares e não oficiais, as negociações passaram para o campo diplomático e Cobden foi nomeado pelo Governo Britânico como plenipotenciário juntamente com Henry Wellesley, o embaixador francês. Mas isso se mostrou uma longa e trabalhosa discussão. Ele não contava com a resistência dos protecionistas franceses que causaram uma boa dose de vacilo do Imperador e de seus ministros.
Cobden era atacado com grande violência por uma parte poderosa da Imprensa Britânica, enquanto um grande número de detalhes tinha que ser cuidado envolvendo as mudanças tarifárias francesas, um desafio à paciência que poderia ter sucumbido homens menos resolutos. Ele queria estabilizar relações mais amigáveis entre a França e Inglaterra, prejudicadas pelos ciumes e tensões entre os dois paises e isso era o seu principal argumento. Mas em meio as negociações, Lorde Palmerston propôs um aumento do arsenal naval britânico, fazendo um discurso contra a França que a colocava como uma fonte de possível invasão e ataque e que necessitava de vigilância permanente. Isso causou irritação e ressentimentos em Paris e sem a influência e a confiança na sinceridade de Cobden, as negociações certamente teriam fracassado. Ao final, contudo, após doze meses de incessante trabalho, o acordo foi completado em novembro de 1860.
Ao término do trabalho, honras foram oferecidas a Cobden pelos governantes de ambos os países que foram tão beneficiados. Lorde Palmerston lhe oferecera um baronato mas ele recusou todas as honrarias.
Os esforços de Cobden pelo livre comércio sempre estiveram ligados a propósitos morais maiores: a promoção da paz na Terra entre os homens de boa vontade. Ficou profundamente desapontado ao reencontrar os antigos sentimentos de desconfiança sendo ainda espalhados pela Imprensa e por alguns lideres políticos do país. Em 1862, publicou o panfleto The Three Panics, quando traçou a história e descreveu as tolices nos períodos de alarme contra a França que afligiram os britânicos nos últimos quinze ou dezesseis anos.

## Guerra Civil Americana
Quando a Guerra Civil ameaçava eclodir nos Estados Unidos, Cobden ficou profundamente angustiado. Mas após a inevitabilidade do conflito ele simpatizou com a União, pois tinha a percepção que os Confederados lutavam pelo escravagismo. Ele opinou que a Inglaterra não deveria se comprometer com evoluções indignas da luta. Quando as relações com a América se deterioraram devido as depredações cometidas em navios vindos de portos britânicos, e pedidos de indenização no pós-guerra (Declaração do Alabama), ele trouxera as questões antes à Câmara dos Comuns, proferindo uma série de discursos de rara força e clareza.

## Morte

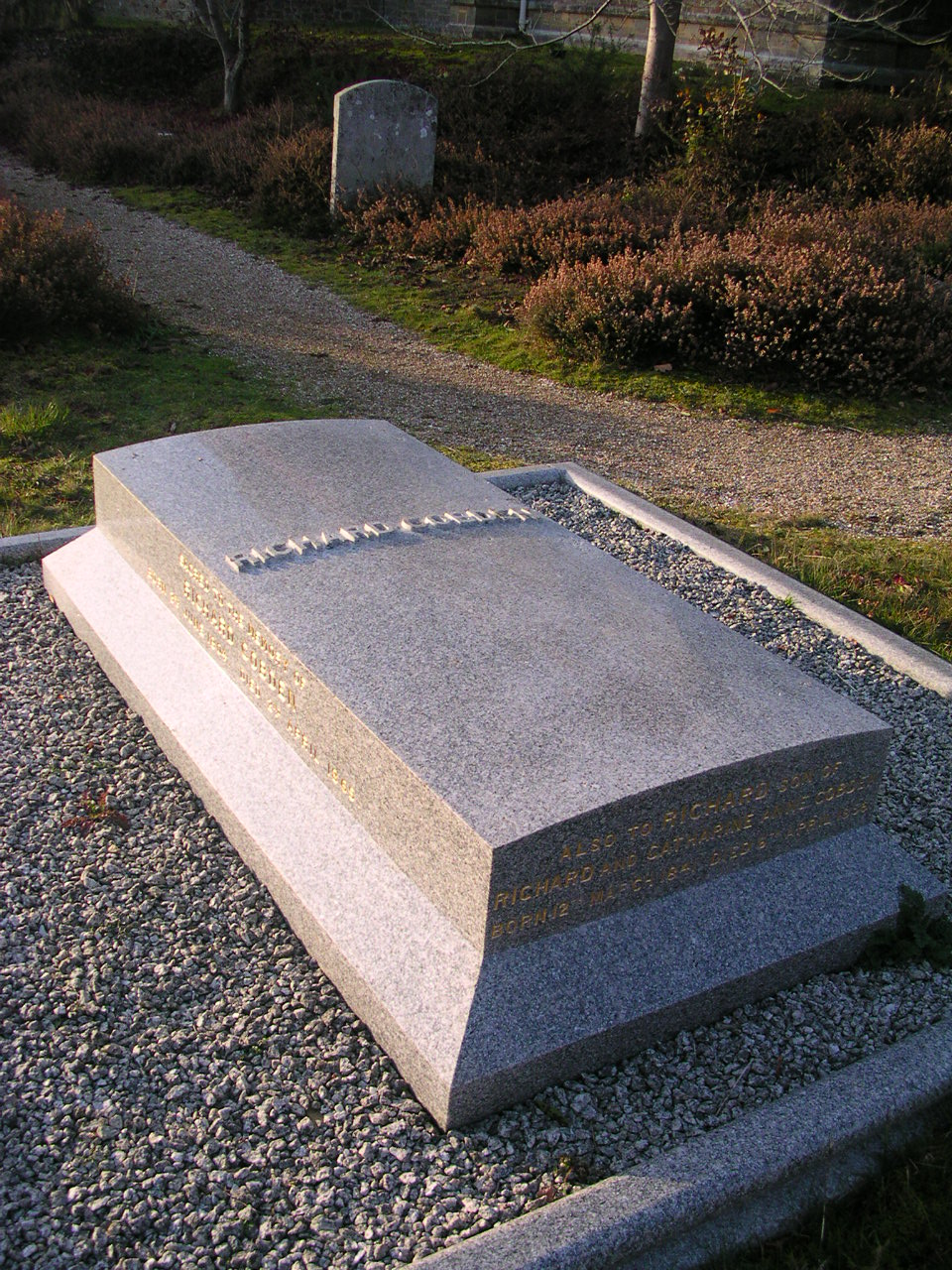
Sepultura no West Lavington, West Sussex

Por muitos anos Cobden sofrera de crises de irritação nos brônquios e dificuldades de respiração. Devido a isso ele passou o inverno de 1860 na Argélia, e todos os seguintes ele se recolhia e se confinava dentro de casa em dias úmidos e nevoentos. Em novembro de 1864 foi até Rochdale e escreveu um discurso para os parlamentares—o último que faria. Seus esforços lhe causaram uma grande prostração física e estava determinado a não sair de Midhurst até o início da primavera. Mas em março havia uma discussão na Câmara dos Comuns sobre a alegada necessidade de construções defensivas no Canadá, o qual ele queria participar pois achava uma loucura. Deixou seu lar em 21 de março e descansou um pouco antes de chegar a Londres devido a um resfriado. No dia 29 teve uma recaída e em 2 de abril de 1865, faleceu em seu apartamento da rua Suffolk.
No dia seguinte, Lorde Palmerston e Disraeli lamentaram a grande perda para o país. O vice-presidente do Corpo Legislativo Francês, Forçade la Roquette, também expressou seus sentimentos pela morte do político inglês.
Cobden foi enterrado em West Lavington, Igreja de West Sussex, em 7 de abril e compareceram a cerimônia Gladstone, Bright, Milner Gibson e Charles Villiers em meio a muitos populares. Em 1866, foi fundado o "Cobden Club" em Londres, para a promoção do livre comércio. Mais tarde surgiram prêmios com o nome do político dados pelas Universidades de Oxford e Cambridge.
Cobden tinha se casado em 1840 com Catherine Anne Williams e deixara cinco filhas. Uma delas, Jane, se casou com o editor Thomas Fisher Unwin; Ellen foi a primeira das três esposas do pintor Walter Sickert; e Anne se casou com T. J. Sanderson. Eles mais tarde se tornaram proeminentes em vários circulos e herdaram os interesses políticos do pai. Seu único filho havia morrido aos quinze anos de idade, em 1856.

## Legado
Cobden e o chamado "Cobdenismo" foram mais tarde identificados com o laissez-faire, objeto de muitas críticas dos economistas britânicos que advogavam o protecionismo segundo as ideias de Alexander Hamilton e Friedrich List. Contudo, daquilo que permaneceu do Século XIX, o movimento do livre comércio foi bem sucedido e o protecionismo se tornou heterodoxo. O movimento da reforma tarifária na Grã Bretanha começou com Joseph Chamberlain que enfrentou a oposição do Manchesterismo (ou Escola de Manchester, da qual Cobden foi um dos líderes). Nos anos de reconstrução inglesa que se seguiram à Segunda Guerra Mundial, assistiu-se a uma nova fascinação do governo pela intervenção no comércio externo mas, no início dos anos de 1980, Margaret Thatcher e Ronald Reagan patrocinaram um revival do laissez-faire, apelidado de neoliberalismo.
Cobden deixou uma marca profunda na história britânica. Ele não era um "cientista econômico", mas muitas de suas ideias e previsões foram válidas. Ele considerava "natural" para os Britânicos ficarem com as indústrias e deixarem a produção agrícola para outros países. Economistas modernos chamam isto de vantagens comparativas. Ao repelir as Corn Laws, ele dizia que não era apenas pelo alimento mais barato, mas também para incentivar o desenvolvimento da industria com benefícios aos empregados.

### Localidades
As comunidades de Cobden (Ontário), Cobden (Illinois)  e Cobden (Victoria) no Canadá, Estados Unidos e Austrália respectivamente, receberem os nomes em homenagem a Richard Cobden.